# 弗濟澤湖
弗濟澤湖（波蘭語：Wdzydze）是波蘭的湖泊，位於該國北部濱海省，面積10.7平方公里，海拔高度133米，平均水深15米，最大水深68米，湖中島嶼總面積150.7公頃。